# Léa Champon
Pas d'image ? Cliquez ici

a Compétitions nationales et continentales officielles uniquement.

b Matchs officiels uniquement.
Dernière mise à jour le 19 avril 2024.
Léa Champon, née le 25 février 2003, est une joueuse internationale française de rugby à XV évoluant au poste de troisième ligne centre au FC Grenoble.

## Biographie
Léa Champon naît en 2003, grandit à Chasselay dans l'Isère et débute le rugby à l'US Vinay en 2011, puis joue au club de St Marcellin sport à partir de 2014. Elle intègre les rangs des Amazones du FC Grenoble en 2018, et y joue dans le championnat de France Élite 1 à partir de la saison 2020-2021.
En 2022, elle affronte l'Angleterre avec l'équipe de France féminine des moins de vingt ans, au poste de troisième ligne aile.
En février 2023, elle est sélectionnée dans le groupe de 40 joueuses pour la préparation du Tournoi des Six Nations et est confirmée un mois plus tard dans le groupe définitif. À l'automne, elle fait partie du groupe d'internationales qui dispute sous les couleurs de la France le championnat féminin de rugby WXV en Nouvelle-Zélande.